# Guangzhou Ostbahnhof

Der Guangzhou Ostbahnhof (chinesisch 廣州東站 / 广州东站, Pinyin Gǔangzhōu Dōngzhàn, Jyutping gwong2 zau1 dung1 zaam6), früher auch als Tianhe-Bahnhof (天河站,  Tiānhé Zhàn, Jyutping tin1 ho4 zaam6) bekannt, ist ein Bahnhof, der auf der Dongzhanlu 1 (東站路1號 / 东站路1号,  Dōngzhànlù Yī Hào, Jyutping dung1 zaam6 lou6 jat1 hou6) im Stadtviertel Tianhe von Guangzhou liegt.
Von hier aus verkehren Züge nach Hongkong. Zur Abwicklung der notwendigen Ein- und Ausreiseformalitäten gibt es auch spezielle Schalter.
Der Bahnhof liegt ca. 10 km nordöstlich vom Stadtzentrum Guangzhou.
Über die Guangzhou Metro (Endstation der Linie 1) ist der Bahnhof an die Stadt angebunden.